# Jorma Kaukonen

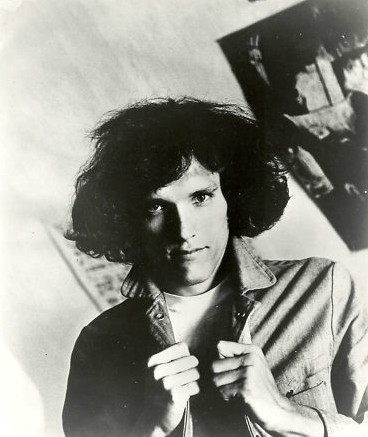
Jorma Kaukonen med Jefferson Airplane

Jorma Kaukonen, ursprungligen Jorma Ludwik Kaukonen, Jr., född 23 december 1940 i Washington D.C., är en amerikansk gitarrist och sångare. Han är mest känd som sologitarrist i Jefferson Airplane. 
Även om Kaukonen var en av de i Jefferson Airplane som uppmärksammades minst anser många att hans gitarrspel var ett viktigt karaktäristiskt drag i gruppen. När bandet splittrades i början av 1970-talet bildade han gruppen Hot Tuna tillsammans med Jack Casady, som varit basist i Jefferson Airplane. Kaukonens solodebutalbum Quah gavs ut 1974. Han har sedan dess fortsatt ge ut soloalbum, men även varit med i återföreningar av både Jefferson Airplane och Hot Tuna.
Hans farföräldrar var invandrare från Finland.

## Diskografi
Soloalbum
- 1974 – Quah (med Tom Hobson)
- 1979 – Jorma
- 1980 – Barbecue King (med Vital Parts)
- 1985 – Magic
- 1985 – Too Hot to Handle
- 1994 – Embryonic Journey (med Tom Constanten)
- 1995 – Magic Two
- 1995 – The Land of Heroes
- 1996 – Christmas With Jorma Kaukonen
- 1998 – Too Many Years
- 2002 – Blue Country Heart
- 2007 – Stars in My Crown
- 2009 – River of Time
- 2015 – Ain't in No Hurry
- 2020 – The River Flows (med John Hurlbut)

Livealbum
- 1985 – Magic
- 1996 – Magic Two
- 2001 – Jorma Kaukonen Trio Live